# Valter Birsa
Valter Birsa (nascut al 7 d'agost de 1986) és un exfutbolista eslovè, que jugava com a extrem i va destacar especialment en equips de la Serie A. Va ser internacional amb Eslovènia.

## Trajectòria esportiva
Nascut a la ciutat de Šempeter pri Gorici, va passar la seva infància a Nova Gorica, a Eslovènia. La carrera de Birsa va començar a l'edat de 5 anys, quan va començar a jugar al Bilje NK, un petit club de futbol del llogaret de Bilje prop de Nova Gorica. Com que era un jugador talentós, va ser traslladat en breu al NK Primorje primer, i després al ND Gorica a l'edat de 17 anys. A la segona temporada ja era el segon millor davanter i un dels millors en la primera lliga eslovena, marcant 27 gols per al seu equip a casa. El 2006, va signar pel club francès Sochaux de la Ligue de Football Professionnel, Ligue 1. Va ser declarat el millor jugador eslovè el 2006 pel lloc web líder del futbol eslovè.
El 22 de gener de 2009 l'AJ Auxerre va tenir-lo com a cedit pel Sochaux fins al juny de 2009. El 29 de maig es va anunciar que havia l'Auxerre havia fet efectiva l'opció de compra.
El 2 de febrer de 2011 signa amb el Genoa un contracte per 4 anys, debutant com a nou jugador de la temporada 2011-2012 el 29 de setembre de 2011 contra l'Atalanta.

## Trajectòria internacional
També juga per a la selecció de futbol d'Eslovènia, i va ser el jugador més jove a tenir aquest honor amb l'edat de 18 anys. Va marcar el seu primer gol per a la selecció nacional el 9 de setembre de 2009 a un partit de classificació per la Copa del Món contra Polònia, partit que Eslovènia va guanyar 3-0.
Gols internacionals

| # | Data                  | Estadi                                      | Oponent      | Marcador | Resultat | Competició                                     |
| - | --------------------- | ------------------------------------------- | ------------ | -------- | -------- | ---------------------------------------------- |
| 1 | 9 de setembre de 2009 | Estadi Ljudski vrt, Maribor                 | Polònia      | 3–0      | 3–0      | Fase de classificació - Copa del Món FIFA 2010 |
| 2 | 10 d'octubre de 2009  | Tehelné pole, Bratislava                    | Eslovàquia   | 1–0      | 2–0      | Fase de classificació - Copa del Món FIFA 2010 |
| 3 | 18 de juny de 2010    | Estadi Ellis Park, Johannesburg, Sud-àfrica | Estats Units | 1–0      | 2–2      | Copa del Món FIFA 2010                         |

## Palmarès

### ND Gorica
- Lliga eslovena: 2004–05, 2005–06
- Copa eslovena:2004–05

### FC Sochaux-Montbéliard
- Copa de França: 2006–07